# Vire-sur-Lot
Vire-sur-Lot è un comune francese di 417 abitanti situato nel dipartimento del Lot nella regione dell'Occitania.

## Società

### Evoluzione demografica
Abitanti censiti